# Hôpital Doutor José Maria Morais

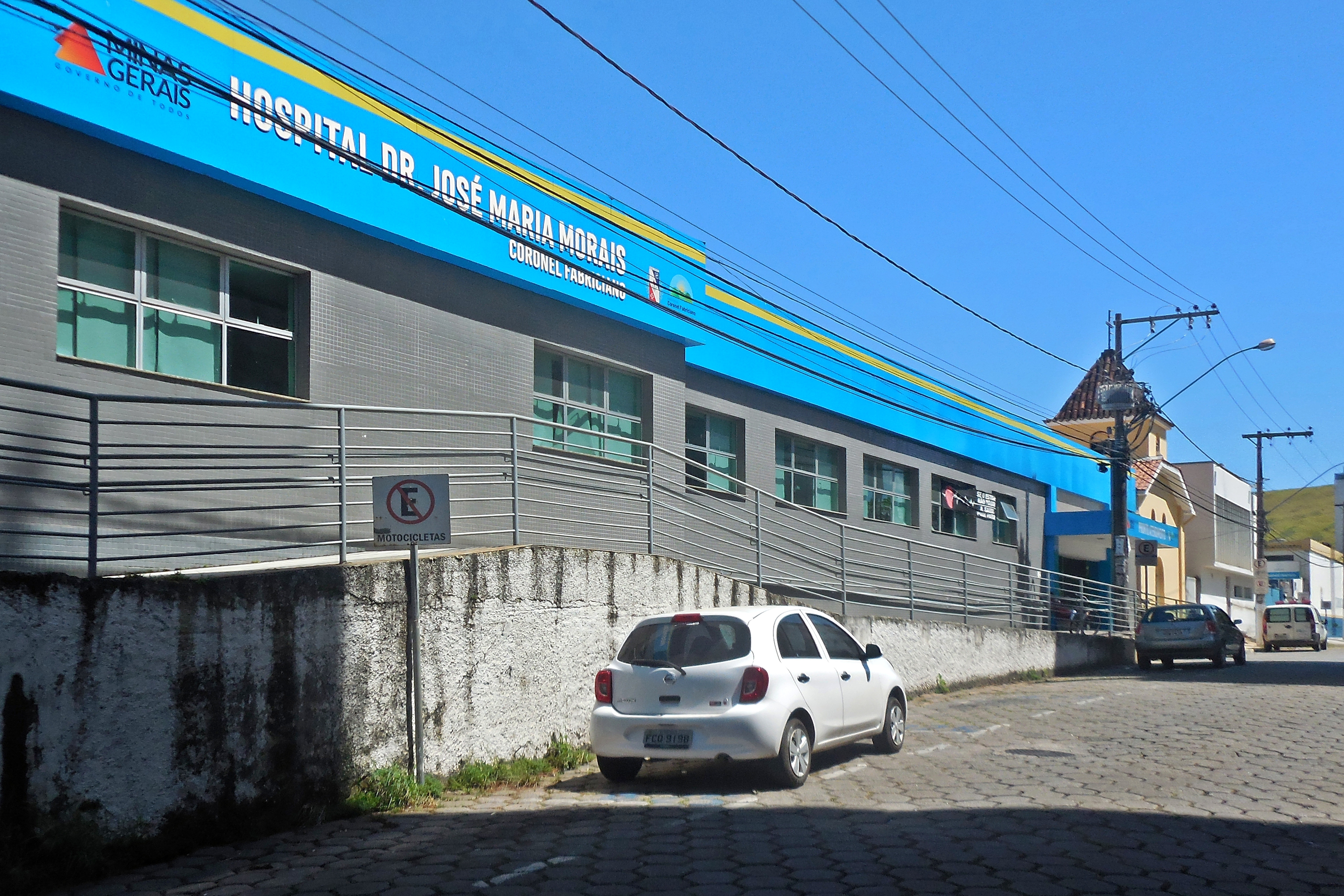
L'hôpital Doutor José Maria Morais.

L'hôpital Doutor José Maria Morais (anciennement hôpital Siderúrgica et plus tard hôpital São Camilo) est un établissement hospitalier de la ville de Coronel Fabriciano, dans l'État du Minas Gerais, au Brésil.

## Description
L'hôpital São Camilo est situé dans le quartier de Santa Helena (pt).

## Historique
Il est construit en 1936, à la suite d'une épidémie de maladies tropicales qui frappe la région.